# Ernest Gaubert
Ernest Gaubert (* 27. Januar 1880 in Saint-André-de-Sangonis, Département Hérault; † 6. Januar 1945 in Paris) war ein französischer Journalist, Autor, Dichter, Romancier, Romanist und Biograf.

## Leben und Werk
Marie-Ernest-Augustin Gaubert de Valette de Favier ging mit 18 Jahren nach Paris und führte dort ein Literaten- und Journalistenleben. Er schrieb Gedichte, Theaterstücke, zahlreiche Romane und vor allem Biografien zeitgenössischer Autoren. Nach dem Weltkrieg widmete er sich ganz dem Zeitungswesen. Die Verstrickung seiner Familie in die Kollaboration in Frankreich (1940–1944) veranlasste ihn 1944 unterzutauchen, doch war er den damit verbundenen Strapazen nicht mehr gewachsen.

## Werke (Romanistik)
- Pierre Louÿs. Biographie, Paris 1904
- Jean Lorrain, Biographie critique, Paris 1905
- François Coppée, Biographie critique, Paris 1906
- (mit Georges Casella) La Nouvelle littérature 1895-1905, Paris 1906
- Rachilde, Biographie critique, Paris 1907
- (Hrsg. mit Jules Véran) Anthologie de l'amour provençal. Morceaux choisis, Paris 1909
- (Hrsg.) Œuvres choisies de Maurice et Eugénie de Guérin, Paris 1910
- Figures françaises. Critique et documents. Antoine de Rivarol, Eugène Fromentin, François Coppée, Emmanuel Signoret, Charles Guérin, Maurice Barrès, Paris 1910
- L'Esprit des Français, Paris 1913